# Haplocarpha nervosa
Haplocarpha nervosa là một loài thực vật có hoa trong họ Cúc. Loài này được (Thunb.) Beauverd mô tả khoa học đầu tiên.